# Algarobius bottimeri
Algarobius bottimeri är en skalbaggsart som beskrevs av John M. Kingsolver 1972. Algarobius bottimeri ingår i släktet Algarobius och familjen bladbaggar. Inga underarter finns listade i Catalogue of Life.

## Bildgalleri

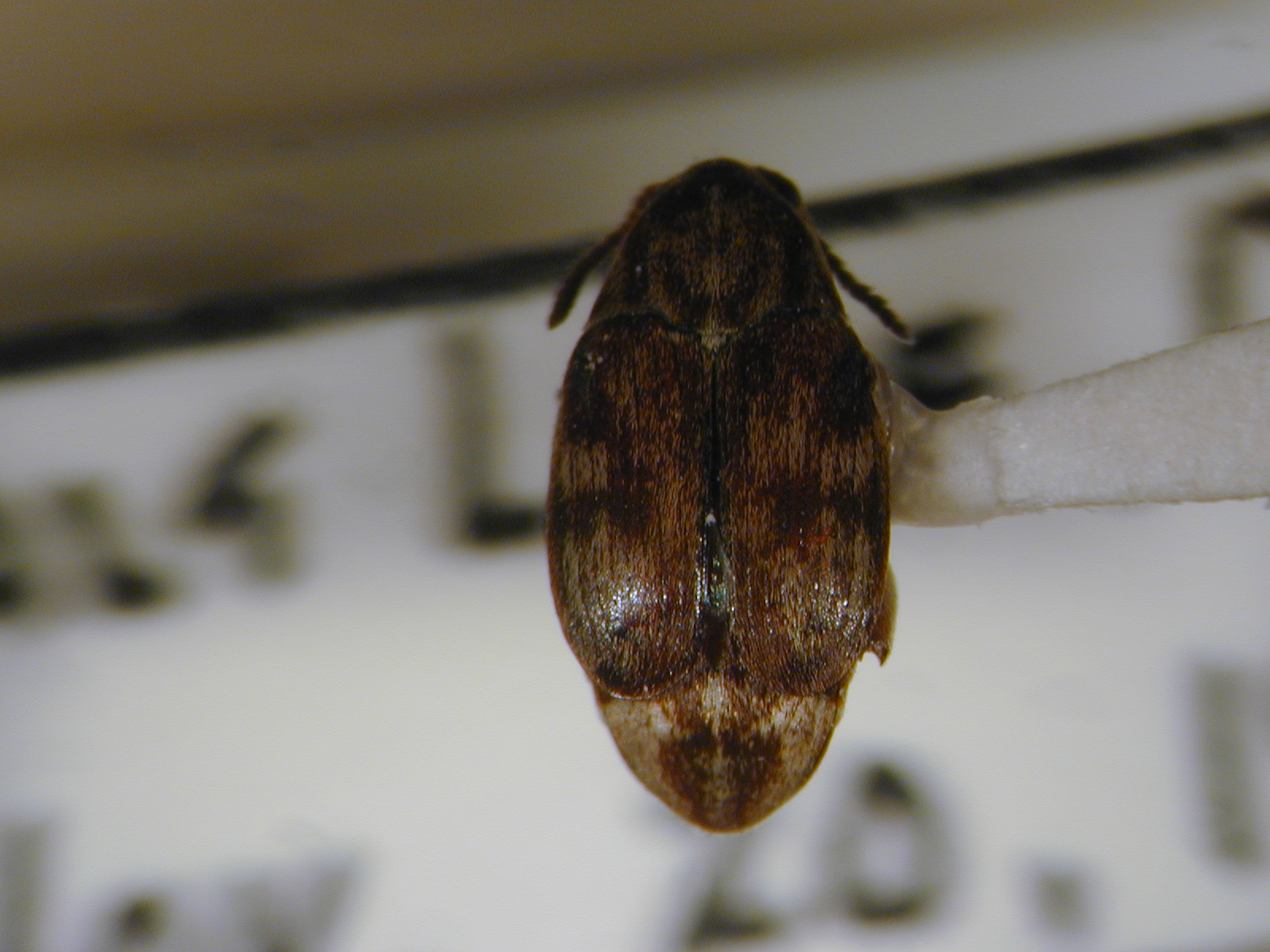